# Jack Binder
Jack Binder é um produtor cinematográfico, produtor de televisão e diretor de segunda unidade em atividade desde 1985. Com o irmão mais velho Mike Binder, um escritor, ator e diretor, é co-proprietário da Sunlight Productions. Ele formou a Michigan Film Production para fornecer informações sobre o programa Michigan Film Incentives, e criou www.filmbudget.com, um site que cria um orçamento do filme. A empresa de produção de Binder é Greentrees Films.

## Filmografia
- Reign Over Me (2007) produtor
- Man about Town (2007) produtor, diretor de segunda unidade, gerente de produção da unidade
- The Upside of Anger (2005) produtor, gerente de produção da unidade, diretor de segunda unidade
- The Mind of the Married Man (Série da HBO; 2001-2002) produtor, diretor de segunda unidade, gerente de produção da unidade
- The Search for John Gissing (2002) produtor, gerente de produção da unidade, diretor de segunda unidade
- Londinium (2001) produtor, diretor de segunda unidade, gerente de produção da unidade
- The Sex Monster (2000) produtor, gerente de produção da unidade, diretor de segunda unidade
- Blankman (1994) co-produtor, diretor de segunda unidade
- Indian Summer (1993) co-produtor
- Crossing the Bridge (1992) co-produtor